# Selenops petenajtoy
Selenops petenajtoy là một loài nhện trong họ Selenopidae.
Loài này phân bố ở Guatemala.
Loài này thuộc chi Selenops. Selenops petenajtoy được Sarah C. Crews miêu tả năm 2011.